# Gösta Björklund
Gösta Björklund (* 4. Juni 1907; † unbekannt) war ein schwedischer Radrennfahrer und nationaler Meister im Radsport.

## Sportliche Laufbahn
Björklund siegte 1930 in der heimischen Schweden-Rundfahrt vor Hjalmar Pettersson. In jener Saison gewann er auch den nationalen Titel in der Mannschaftswertung des Einzelzeitfahrens, was ihm auch 1931 und 1932 gelang. 1931 wurde er auch Zweiter in der Mälaren Runt hinter Georg Johnsson, Dritter der Meisterschaft im Straßenrennen hinter Arne Berg und Sechster im Rennen der Amateure bei den UCI-Straßen-Weltmeisterschaften. 1932 gewann er dann die nationale Meisterschaft im Straßenrennen und im Einzelzeitfahren. Zudem gehörte er zum siegreichen Team bei den Wettbewerben im Bahnradsport bei den Nordischen Meisterschaften. 1935 konnte er das traditionsreiche Solleröloppet für sich entscheiden. Er startete für den Verein SK Fyrishof.